# 托萨克拉比利耶尔
托萨克拉比利耶尔（法語：Taussac-la-Billière，法語發音：[tosak la biljɛʁ]）是法国埃罗省的一个市镇，属于贝济耶区。

## 地理
托萨克拉比利耶尔（43°37'17"N, 3°4'17"E）面积14.62 平方千米，位于法国奧克西塔尼大區埃罗省，该省份为法国南部沿海省份，南濒地中海，西南接奥德省，西北接塔恩省和阿韦龙省，东北与加尔省接壤。
与托萨克拉比利耶尔接壤的市镇（或旧市镇、城区）包括：孔布、埃雷皮扬、拉马卢莱班、勒普拉达勒、罗西、圣艾蒂安-埃斯特雷舒、马尔河畔圣热尔韦、奥尔布河畔拉图尔、维勒马涅-拉让蒂耶尔。

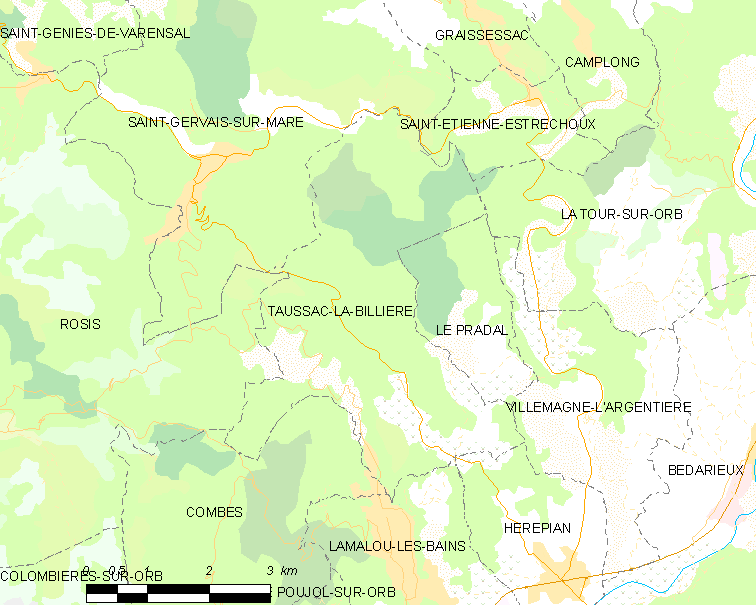
托萨克拉比利耶尔的OSM定位图

托萨克拉比利耶尔的时区为UTC+01:00、UTC+02:00（夏令时）。

## 行政
托萨克拉比利耶尔的邮政编码为34600，INSEE市镇编码为34308。

## 政治
托萨克拉比利耶尔所属的省级选区为克莱蒙莱罗县。

## 人口

1962-2008年间托萨克拉比利耶尔人口变化图示

托萨克拉比利耶尔于2022年1月1日时的人口数量为462人。